# Comitato Maria Letizia Verga
La Fondazione Maria Letizia Verga è un ente privato senza fini di lucro, fondato a Monza nel 1979 per volontà di Giovanni Verga, in memoria della figlia Maria Letizia, scomparsa prematuramente a causa della leucemia. Nasce come Comitato Maria Letizia Verga con l'obiettivo di migliorare la cura e la qualità della vita dei bambini affetti da leucemia e da altre malattie emato-oncologiche pediatriche, attraverso un modello basato sull'alleanza terapeutica tra medici, ricercatori, famiglie e volontari.
Negli anni ha sviluppato un sistema integrato di assistenza, ricerca e cura, culminato nella realizzazione del Centro Maria Letizia Verga, inaugurato nel 2015, un polo d'eccellenza per la cura della leucemia infantile.

## Storia
Il Comitato Maria Letizia Verga nasce nel 1979 su iniziativa di Giovanni Verga, padre di Maria Letizia, una bambina di quattro anni scomparsa a causa della leucemia. Dopo un primo periodo presso la Clinica De Marchi di Milano, le attività dell'associazione si trasferirono all'inizio degli anni '80 all'Ospedale San Gerardo di Monza, all'interno della clinica pediatrica dell'Università degli Studi di Milano-Bicocca.
Nel 1994, con l'intento di rafforzare l’impegno nella ricerca scientifica, il Comitato promosse la nascita della Fondazione Matilde Tettamanti Menotti De Marchi, specializzata nelle emopatie infantili. A partire dal 1999 venne inaugurato il Residence Maria Letizia Verga, struttura dedicata all'accoglienza gratuita delle famiglie dei bambini ricoverati. Nel 2002 fu istituito il laboratorio di Terapia Cellulare "Stefano Verri", una delle prime "cell factory" in Italia autorizzate alla produzione di cellule a fini terapeutici.
Nel 2015, fu inaugurato il Centro Maria Letizia Verga, frutto di un investimento di 14 milioni di euro interamente raccolti tramite fondi privati. Il Centro rappresenta un esempio di struttura pubblica costruita con risorse private e operante all'interno del Sistema Sanitario Nazionale.
Nel 2025, il Comitato ha assunto la nuova denominazione di Fondazione Maria Letizia Verga per rafforzare ulteriormente la propria identità istituzionale e garantire maggiore continuità strategica nel lungo termine. Il cambiamento ha sancito ufficialmente il consolidamento di un modello integrato di cura e ricerca, già operativo da anni, e ha confermato il ruolo dell'organizzazione come ente di riferimento nazionale per l'emato-oncologia pediatrica.

## Attività
La Fondazione Maria Letizia Verga opera secondo un modello integrato che coniuga assistenza sanitaria, ricerca scientifica, formazione, supporto psicologico e sociale. Le sue attività si articolano in stretta sinergia con la clinica pediatrica dell'Ospedale San Gerardo di Monza, contribuendo direttamente alla gestione del reparto di Ematologia Pediatrica.
L'approccio terapeutico adottato segue i protocolli AIEOP-BFM, standard internazionali per la cura delle leucemie pediatriche, sviluppati anche grazie al contributo del professor Giuseppe Masera, pioniere dell'oncologia pediatrica in Italia. La Fondazione partecipa attivamente a sperimentazioni cliniche e programmi di medicina personalizzata, tra cui il progetto "Passaporto Genetico", che consente l'adattamento delle terapie in base al profilo molecolare di ciascun paziente.
Dal 2017 è attivo anche "Sport Therapy", un programma di attività fisica adattata integrata nei protocolli terapeutici, convalidato da studi scientifici per il miglioramento della qualità della vita dei pazienti in cura. Accanto alla dimensione medica, la Fondazione promuove il benessere psicologico dei bambini e delle loro famiglie attraverso servizi di supporto, accompagnamento scolastico in ospedale, attività ricreative, mediazione culturale e sostegno sociale.
In ambito formativo, la Fondazione organizza corsi, convegni e workshop rivolti a medici, infermieri e ricercatori, in collaborazione con enti accademici italiani e internazionali. Sostiene inoltre borse di studio e programmi di mobilità per giovani medici e biologi specializzati in emato-oncologia pediatrica. Le attività di ricerca si concentrano su immunoterapia, genetica molecolare, terapia cellulare e trapianto ematopoietico.
Nel 2023 è stato avviato un ampliamento del Centro, con un investimento di 15 milioni di euro, destinato a potenziare la capacità ricettiva e i laboratori di ricerca. Il progetto prevede l'aumento di 5880 mq della struttura esistente, con la realizzazione di due nuovi piani sopra l'edificio attuale e di una torre di 10 piani aderente allo stabile. Il nuovo centro offrirà 17 posti letto di degenza, un day hospital, spazi dedicati alla ricerca e aree gioco per le attività psicosociali dei bambini e degli adolescenti in cura.

## Strutture
Il Centro Maria Letizia Verga è una struttura di 7700 m² costruita adiacente all'Ospedale San Gerardo di Monza. È composto da 25 stanze singole per la degenza, ambulatori, Day Hospital, un centro trapianti, laboratori di ricerca avanzata e spazi dedicati all'accoglienza e alla didattica per i bambini in cura. I laboratori scientifici sono gestiti in collaborazione con la Fondazione Tettamanti e si occupano di ricerca traslazionale e innovazioni terapeutiche. Tutti i servizi del Centro sono integrati con il Servizio Sanitario Nazionale.

## Eventi e iniziative
Gli eventi principali della Fondazione Maria Letizia Verga per raccogliere fondi sono:
- Insieme Day: evento annuale che coinvolge pazienti, famiglie, operatori sanitari e sostenitori per celebrare l'alleanza terapeutica e presentare i risultati dell'anno[9].
- Maratona di Milano: partecipazione con una squadra solidale a sostegno del progetto Sport Therapy[10].
- Giornata mondiale contro il cancro infantile: campagne educative e di sensibilizzazione nelle scuole e negli spazi pubblici.
- Campagne 5x1000: promozione della donazione a sostegno delle attività della Fondazione.
- Collaborazioni con testimonial: personaggi del mondo dello sport, dello spettacolo e della cultura promuovono i valori della Fondazione.
- Iniziative con le scuole: progetti educativi e raccolte fondi promosse da studenti e docenti a sostegno delle attività della Fondazione.